# Rangierfunk
Als Rangierfunk bezeichnet man bei einer Eisenbahn ein örtliches Funknetz, das der Verständigung aller am Rangieren Beteiligten dient. Es ist in der Regel nur in größeren Bahnhöfen eingerichtet und besteht aus ortsfesten Funkeinrichtungen, die z. B. im Stellwerk untergebracht sind und mobilen Funkgeräten, die von Rangierbegleitern und anderen Mitarbeitern im Gleisfeld mitgeführt werden können. Die Nutzung der mobilen Funkgeräte ist unabhängig von fest eingerichteten Sprechstellen, sodass auch auf Bahnhöfen ohne Rangierfunk die mitgeführten Funkgeräte genutzt werden können.
Darüber hinaus können die im Führerraum von Triebfahrzeugen und Steuerwagen installierten Zugfunkgeräte während des Aufenthaltes innerhalb eines Rangierfunknetzes auf einige Kanäle des örtlichen Rangierfunks umgeschaltet werden (zum Großteil nur auf Band C).
Der analoge Rangierfunk hat bei der Deutschen Bahn das europaweit für den Zugfunk eingerichtete Frequenzband im Zentimeterwellen-Bereich um 460 MHz (H-Band) sowie zusätzlich mehrere Bänder im Ultrakurzwellenbereich (Bänder A bis G), die jeweils in mehrere Kanäle unterteilt sind. Die Umstellung der Rangierkommunikation vom analogen Funk auf den GSM-R-Rangierfunk erfolgt bei der Deutschen Bahn stufenweise und betriebsstellenbezogen über einen Zeitraum von mehreren Fahrplanperioden.